# Look and feel
 Look and feel  es una expresión inglesa que puede tener diferentes significados, dependiendo del contexto en que se utilice. Aplicado a objetos inanimados o cosas (como por ejemplo el pelo o la ropa), hay referencias desde el siglo XVII  (1670):"...but look and feel like down sprinkled with dust...", significa textualmente el "aspecto y tacto" de estas cosas, haciendo referencia a características como serían el "color y la textura": un vestido con un lujoso look and feel.
En un contexto más amplio y clásico (hay referencias en Lord Byron), se puede utilizar haciendo referencia a una persona en el sentido de "qué aspecto tiene y cómo se encuentra".

## Aspecto y tacto (metáfora)
El término "look and feel" (con el significado de "aspecto y tacto") es una metáfora utilizada dentro del entorno de marketing para poder dar una imagen única a los productos, incluyendo áreas como el diseño exterior, trade dress, la caja en que se entrega al cliente, etc .. incluyendo también la descripción de las características principales antes de su aparición (anuncio), durante la campaña de lanzamiento, y más tarde durante la posterior comercialización, con el fin de que el usuario, mediante todos estos parámetros, pueda llegar a conocer el producto y asociarlo con la marca de una forma inequívoca.
El "look and feel" (con el significado de "aspecto y tacto") se aplica también a otros contextos. En la documentación, por ejemplo, se refiere al diseño gráfico (tamaño del documento, color, tipo de letra y el estilo de escritura, etc ..). En el contexto físico de los equipos (reproductores de DVD, blue-ray, etc ..), se refiere a la coherencia que debe existir a través de una línea de productos, en las teclas, botones, etc .. y su disposición para facilitar al usuario el poder empezar a trabajar rápidamente con el producto si ya ha utilizado antes otro de la misma marca.
Hay que remarcar que, de las acepciones traducidas por "aspecto y tacto", ninguna de ellas se puede traducir por "aspecto y comportamiento", dado que las cosas inanimadas (como la caja de un producto), no pueden tener ningún tipo de comportamiento ni empleando una metáfora, expresión que sí es aceptable en el caso de un programa, ya que hay una interacción.

## Aspecto y comportamiento (GUI)

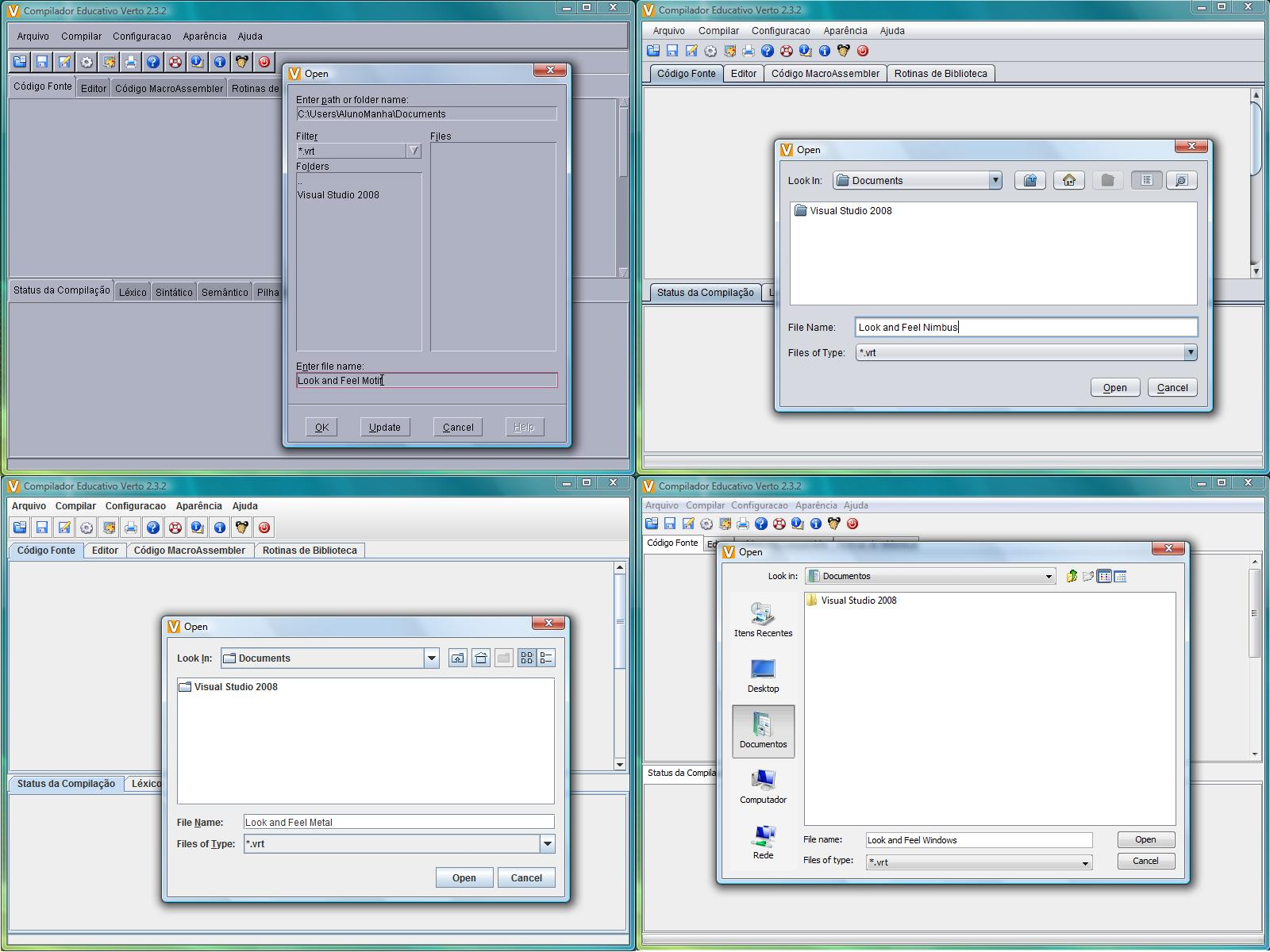
Diferentes Look and feel aplicados al mismo software.

El  aspecto y comportamiento  de una GUI ( GUI ) es el conjunto de propiedades y características que le dan una identidad visual única y pueden ser percibidos de manera diferente de acuerdo con cada usuario.
El aspecto de estas interfaces se caracteriza principalmente por los parámetros fundamentales como el tipo de letra o la forma, color y disposición de los elementos. Pero lo que se puede «percibir y sentir" sobre estas interfaces está muy influido por la interacción con cada una de ellas, que se caracteriza por los diferentes efectos gráficos conocidos como widgets , botones, Menú, etc.

## A nivel de API
Una API, (interfaz del software que proporciona algún tipo de funcionalidad), también puede tener un determinado  aspecto y comportamiento . Diferentes partes de una API (por ejemplo, algunas clases o paquetes) a menudo están vinculadas por convenciones sintácticas y semánticas (por ejemplo, por el modelo asincrónico ejecución, o por la forma accede a los atributos de un objeto). Estos elementos se representan de forma explícita (es decir, son parte de la sintaxis de la API) o implícitamente (es decir, son parte de la semántica de la API).

## Demandas judiciales
Algunas compañías tratan de hacer valer el copyright de imagen comercial de cierto  Look and Feel  de sus productos. Apple Computer fue notable por su uso de la palabra  Look and Feel  en referencia a su sistema operativo Mac OS. La empresa intentó, con cierto éxito, bloquear a otros desarrolladores de software con un aspecto similar. Apple argumentó que tenía un copyright sobre la apariencia de su software, e incluso fue tan lejos como para demandar a Microsoft, basándose en que el sistema operativo Windows había copiado ilegalmente el ' aspecto y comportamiento  de su Mac.
 Great Giana Sisters , de Rainbow Arts, fue retirado después de un pleito sobre la semejanza entre su  aspecto y comportamiento  y el de  Super Mario Bros .
Apple Inc. también ha presentado demandas contra los fabricantes rivales de smartphones y tabletas, afirmando que estos fabricantes han copiado el  Look and Feel  ("aspecto y tacto del hardware y del empacado ", aparte del trade dress) de populares productos de Apple como el iPhone o el iPad, consiguiendo finalmente una sentencia condenatoria contra Samsung haber copiado varias patentes de la iPhone (entre otros). aun siendo Android (el culpable del "Look and Feel"), propiedad de Google, de dominio público.